# پینگ ان
پینگ ان (به چینی: 中国平安) شرکت هلدینگ خدمات مالی چینی است، که در زمینه ارائه انواع خدمات بیمه، بیمه عمر و مدیریت دارایی فعالیت می‌کند. 
شرکت پینگ ان در سال ۱۹۸۸ توسط یوان گنگ تأسیس شد و در حال حاضر با مجموع دارایی‌هایی بالغ بر ۴۶۰ میلیارد دلار، به‌عنوان بزرگترین شرکت بیمه در کشور چین شناخته می‌شود.
دفتر مرکزی این شرکت در مرکز تجارت جهانی پینگ ان، در شهر شنژن، از استان گوانگ‌دونگ قرار دارد و بخشی از سهام آن در بازارهای بورس اوراق بهادار هنگ کنگ و بورس شانگهای معامله می‌شود. بانک‌های اچ‌اس‌بی‌سی، گلدمن ساکس، مورگان استنلی و گروه چاروئن پوکفاند، سهام‌داران اصلی این شرکت به‌شمار می‌آیند.